# Onthophagus pictipodex
Onthophagus pictipodex là một loài bọ cánh cứng trong họ Bọ hung (Scarabaeidae).